# Talang Benuang
Talang Benuang is een bestuurslaag in het regentschap Seluma van de provincie Bengkulu, Indonesië. Talang Benuang telt 1414 inwoners (volkstelling 2010).